# Olympia (Helsingborg)

Lage des Stadtbezirks Olympia in Helsingborg.

Olympia ist ein Stadtteil der schwedischen Stadt Helsingborg. Er liegt im gleichnamigen, etwa 1.850 Einwohner zählenden Stadtbezirk.

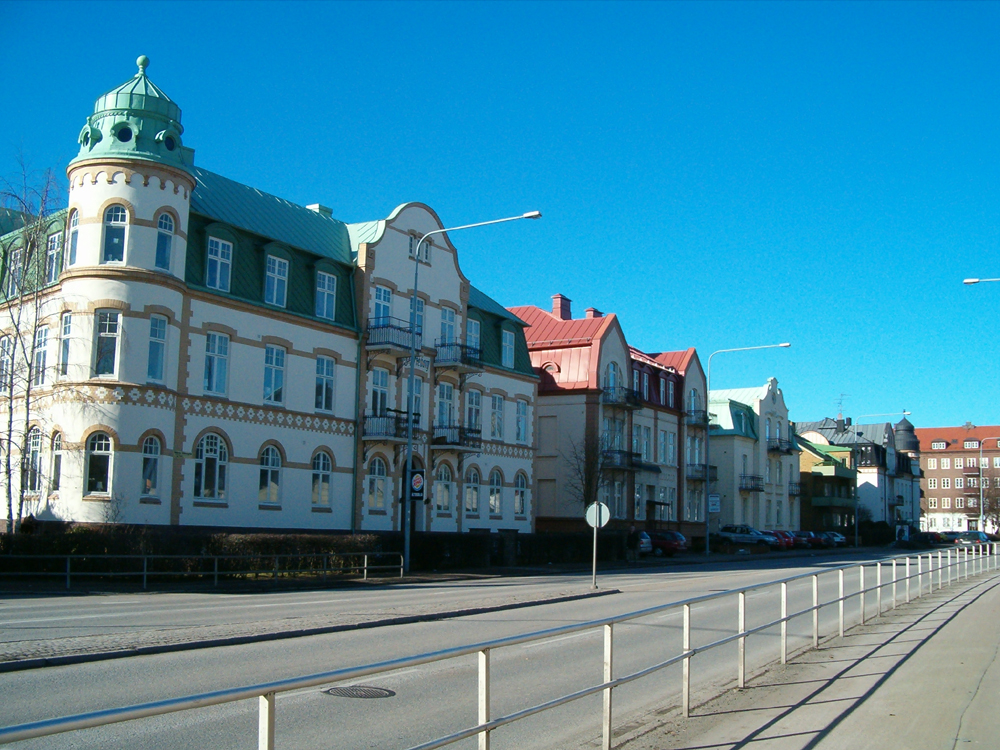
Patriziervillen in der Straße Mellersta Stenbocksgatan

Das Viertel entstand in den 1890er Jahren entlang der Straße Olympiavägen. Zu dieser Zeit war die Gegend nicht in die städtische Bebauungsplanung inbegriffen. Da die Bauherren sich ihre Pläne nicht genehmigen lassen mussten,  wurde Olympia äußerst eng bebaut, mit Freiflächen, die in ihren Ausmaßen das Erlaubte unterschritten. Die meisten Häuser waren Patriziervillen verschiedener Stilrichtungen, vor allem aber im Neurenaissance- und Jugendstil. Da alle Häuser Vogelnamen tragen, ist das Viertel auch unter dem Namen Fågelkvarteren bekannt.
Im Straßenbild sind heute noch Spuren alter Befestigungsanlagen sichtbar, so z. B. in den Straßen Kopparmöllegatan, S:t Pedersgatan und Östra vallgatan.

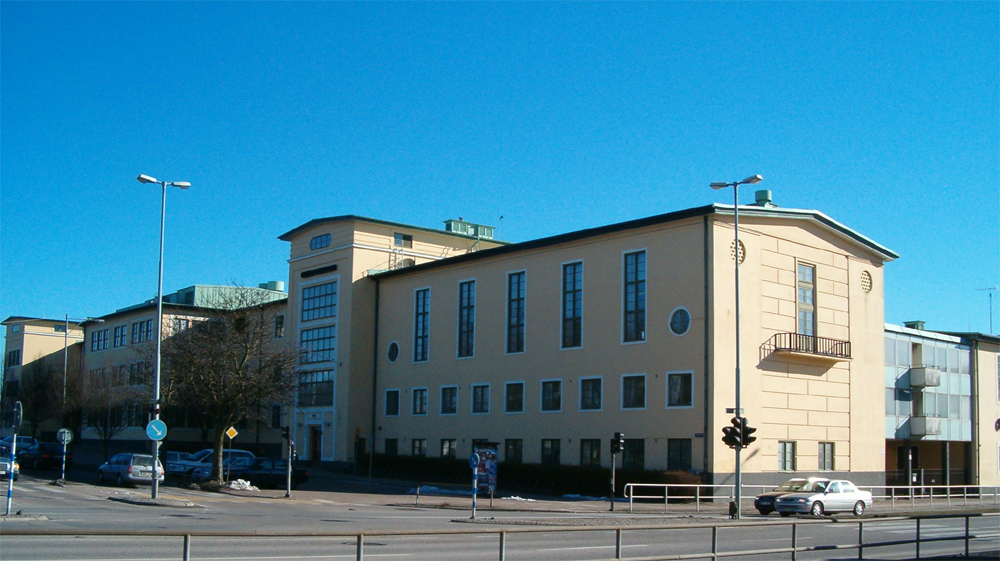
Schule Olympiaskolan

Olympia hat im Vergleich zu anderen Stadtteilen eine hohe Dichte an Schulen und Sportanlagen. Unter letzteren sind das Fußballstadion Olympia mit dem angrenzenden Sportpark und die Eishockeyarena Olympiarink. Die Schulen sind die Olympiaskolan, die Tycho Braheskolan, die Nicolaiskolan, die Slottsvångsskolan und das Petri vårdgymnasium. In Olympia liegt außerdem ein Krankenhaus (Helsingborgs lasarett).